# 谷川町 (豊川市)
谷川町（やがわちょう）は、愛知県豊川市の地名。

## 地理

### 字一覧
- 洗出（あらいだし）[WEB 6]
- 下畑（したばた）[WEB 6]
- 天王（てんのう）[WEB 6]
- 中橋（なかばし）[WEB 6]
- 中道（なかみち）[WEB 6]
- 東浦（ひがしうら）[WEB 6]
- 淵頭（ふちがしら）[WEB 6]
- 洞（ほら）[WEB 6]
- 馬神（まがみ）[WEB 6]
- 松上（まつうえ）[WEB 6]
- 松下（まつした）[WEB 6]
- 万願寺（まんがんじ）[WEB 6]
- 六反（ろくたん）[WEB 6]

### 交通
- 国道151号
- 愛知県道31号東三河環状線
- 愛知県道499号石巻萩平豊川線

### 施設
- 谷川神社

## 歴史

### 人口の変遷
国勢調査による人口および世帯数の推移。
| 1995年（平成7年）  | 132世帯 524人 |  |
| 2000年（平成12年） | 253世帯 773人 |  |
| 2005年（平成17年） | 283世帯 832人 |  |
| 2010年（平成22年） | 329世帯 878人 |  |
| 2015年（平成27年） | 358世帯 898人 |  |
| 2020年（令和2年）  | 397世帯 898人 |  |

### WEB
1. ↑  “愛知県豊川市の町丁・字一覧”.   人口統計ラボ. 2024年5月1日閲覧。
2. 1 2  総務省統計局 (2022年2月10日). “令和2年国勢調査の調査結果(e-Stat) - 男女別人口，外国人人口及び世帯数－町丁・字等” (CSV). 2023年8月2日閲覧。
3. ↑  “読み仮名データの促音・拗音を小書きで表記するもの(zip形式) 愛知県” (zip).   日本郵便 (2024年2月29日). 2024年3月26日閲覧。
4. ↑  “市外局番の一覧” (PDF).   総務省 (2022年3月1日). 2022年3月22日閲覧。
5. ↑  “ナンバープレートについて”.   一般社団法人愛知県自動車会議所. 2024年1月21日閲覧。
6. 1 2 3 4 5 6 7 8 9 10 11 12 13  “愛知県豊川市谷川町の住所一覧”.   ゼンリン. 2024年5月4日閲覧。
7. ↑  総務省統計局 (2014年3月28日). “平成7年国勢調査の調査結果(e-Stat) - 男女別人口及び世帯数 －町丁・字等” (CSV). 2021年7月20日閲覧。
8. ↑  総務省統計局 (2014年5月30日). “平成12年国勢調査の調査結果(e-Stat) - 男女別人口及び世帯数 －町丁・字等” (CSV). 2021年7月20日閲覧。
9. ↑  総務省統計局 (2014年6月27日). “平成17年国勢調査の調査結果(e-Stat) - 男女別人口及び世帯数 －町丁・字等” (CSV). 2021年7月21日閲覧。
10. ↑  総務省統計局 (2012年1月20日). “平成22年国勢調査の調査結果(e-Stat) - 男女別人口及び世帯数 －町丁・字等” (CSV). 2021年7月21日閲覧。
11. ↑  総務省統計局 (2017年1月27日). “平成27年国勢調査の調査結果(e-Stat) - 男女別人口及び世帯数 －町丁・字等” (CSV). 2021年7月21日閲覧。